# Zayne Parekh
Zayne Parekh, född 15 februari 2006, är en kanadensisk professionell ishockeyforward som spelar för Calgary Flames i National Hockey League (NHL).
Han har tidigare spelat för Saginaw Spirit i Ontario Hockey League (OHL).
Parekh draftades av Calgary Flames i första rundan i 2024 års draft som nionde spelare totalt.

## Statistik
| Källa: Utv = Utvisningsminuter Uppdaterad: 2025-04-18 | Källa: Utv = Utvisningsminuter Uppdaterad: 2025-04-18 | Källa: Utv = Utvisningsminuter Uppdaterad: 2025-04-18 |             | Grundserie  | Grundserie  | Grundserie  | Grundserie  | Grundserie  |             | Slutspel    | Slutspel    | Slutspel    | Slutspel    | Slutspel    |             |
| Säsong                                                | Lag                                                   | Liga                                                  | Matcher     | Mål         | Assist      | Poäng       | Utv         | Matcher     | Mål         | Assist      | Poäng       | Utv         |             |             |             |
| ----------------------------------------------------- | ----------------------------------------------------- | ----------------------------------------------------- | ----------- | ----------- | ----------- | ----------- | ----------- | ----------- | ----------- | ----------- | ----------- | ----------- | ----------- | ----------- | ----------- |
| 2019–2020                                             | Toronto Jr. Canadiens U15                             | GTHL                                                  | 31          | 4           | 7           | 11          | 24          | —           | —           | —           | —           | —           |             |             |             |
| 2020–2021                                             | Toronto Jr. Canadiens U16                             | GTHL                                                  | Spelade ej. | Spelade ej. | Spelade ej. | Spelade ej. | Spelade ej. | Spelade ej. | Spelade ej. | Spelade ej. | Spelade ej. | Spelade ej. | Spelade ej. | Spelade ej. | Spelade ej. |
| 2021–2022                                             | Markham Majors U16                                    | GTHL                                                  | 23          | 8           | 13          | 21          | 16          | —           | —           | —           | —           | —           |             |             |             |
|                                                       | North York Rangers                                    | OJHL                                                  | 2           | 0           | 0           | 0           | 0           | 1           | 0           | 0           | 0           | 2           |             |             |             |
| 2022–2023                                             | Saginaw Spirit                                        | OHL                                                   | 50          | 21          | 16          | 37          | 32          | 11          | 6           | 3           | 9           | 14          |             |             |             |
| 2023–2024                                             | Saginaw Spirit                                        | OHL                                                   | 66          | 33          | 63          | 96          | 64          | 13          | 2           | 9           | 11          | 12          |             |             |             |
| 2024–2025                                             | Calgary Flames                                        | NHL                                                   | 1           | 1           | 0           | 1           | 0           | —           | —           | —           | —           | —           |             |             |             |
|                                                       | Saginaw Spirit                                        | OHL                                                   | 61          | 33          | 74          | 107         | 96          | 5           | 2           | 7           | 9           | 14          |             |             |             |
| NHL totalt                                            | NHL totalt                                            | NHL totalt                                            | 1           | 1           | 0           | 1           | 0           | —           | —           | —           | —           | —           |             |             |             |
| OHL totalt                                            | OHL totalt                                            | OHL totalt                                            | 177         | 87          | 153         | 240         | 192         | 29          | 10          | 19          | 29          | 40          |             |             |             |

### Internationellt
| Källa: Uppdaterad: 2025-04-18 | Källa: Uppdaterad: 2025-04-18 | Källa: Uppdaterad: 2025-04-18 |         | Utv = Utvisningsminuter | Utv = Utvisningsminuter | Utv = Utvisningsminuter | Utv = Utvisningsminuter | Utv = Utvisningsminuter |
| År                            | Lag                           | Mästerskap                    | Matcher | Mål                     | Assists                 | Poäng                   | Utv                     |                         |
| ----------------------------- | ----------------------------- | ----------------------------- | ------- | ----------------------- | ----------------------- | ----------------------- | ----------------------- | ----------------------- |
| 2023                          | Kanada                        | Hlinka Gretzky                | 5       | 0                       | 3                       | 3                       | 0                       |                         |
| Junior totalt                 | Junior totalt                 | Junior totalt                 | 5       | 0                       | 3                       | 3                       | 0                       |                         |